# Rashied Ali
Rashied Ali (født Robert Patterson, 1. juli 1933 i Philadelphia, Pennsylvania, død 12. august 2009 på Manhattan, New York) var en amerikansk free jazz-trommeslager.
Ali kom til New York i 1963 , og begyndte at spille med pianisten Paul Bley og trompetisten Bill Dixon´s grupper.
Han har bl.a. spillet med Pharoah Sanders, Alice Coltrane og James Blood Ulmer, men det var med John Coltrane´s kvartet han fik sit gennembrud sidst i 60 ´erne.

Han indspillede også med freejazz-pianisten Cecil Taylor og saxofonisterne Sonny Fortune og Frank Lowe. Lavede en række plader i eget navn på sit eget private pladeselskab Survival Records. Han var bror til trommeslageren Muhammad Ali. 

## Diskografi
- Rashied Ali & John Coltrane – Interstellar Space(Duo)
- Rashied Ali & Frank Lowe – Duo Exchange
- Rashied Ali – Rashied Ali Quintet
- Rashied Ali – New Directions in Modern Music
- Rashied Ali – Moon Flight
- Rashied Ali – N.Y. Ain´t So Bad
- Rashied Ali & Leroy Jenkins – Swift Are The Winds Of Life
- Rashied Ali – Rings Of Saturn